# Vicente Belda
Vicente Belda Vicedo (* 12. September 1954 in Alfafara, Valencianische Gemeinschaft) ist ein ehemaliger spanischer Radrennfahrer. Er war von 1978 bis 1988 Radprofi und ab 1995 bis 2009 Manager bei verschiedenen Radsportteams.

## Karriere
1977 gewann Belda eine Etappe beim Grand Prix Guillaume Tell und beendete die Rundfahrt auf dem vierten Gesamtplatz. Auch die Bergwertung und die Kombinationswertung in dem Etappenrennen konnte er für sich entscheiden.
Belda wurde 1979 Profi beim Team Transmallorca. Neben den Siegen im ersten Jahr wurde Belda Zweiter bei der Vuelta a La Rioja, Fünfter bei der Vuelta a los Valles Mineros und Katalonien-Rundfahrt sowie Sechster bei der Asturien-Rundfahrt. 1979 wurde er Zweiter bei der Baskenland-Rundfahrt und der Prueba Villafranca de Ordizia. Zudem beendete er die Andalusien-Rundfahrt auf dem dritten Platz. 1980 wechselte er zum Team Kelme und wurde 3. bei der Vuelta a La Rioja und der Katalonien-Rundfahrt. Bei der Vuelta a España belegte er erstmals einen Platz in den Top Ten. 1981 wurde Belda Dritter hinter dem Sieger Giovanni Battaglin und Pedro Muñoz bei der Vuelta a España. Außerdem wurde er Zweiter bei der Setmana Catalana de Ciclisme und Trofeo Masferrer sowie Dritter beim Gran Premio Navarra und beim Klasika Primavera de Amorebieta. 1982 beendete er die Vuelta a La Rioja auf Rang 2 und die Katalonien-Rundfahrt auf Rang 5. 1983 und 1984 beendete Belda die Vuelta a España auf den Plätzen 9 und 8. 1986 wurde Belda Zweiter bei der Asturien-Rundfahrt und bei Prueba Villafranca de Ordizia sowie Fünfter bei der Clásica San Sebastián. 1987 wird Belda Dritter bei der Galicien-Rundfahrt und der Escalada a Montjuïc, Zweiter bei der Bergwertung und Sechster in der Gesamtwertung bei der Vuelta a España. 1988 absolviert er zum zweiten Mal die Tour de France und belegte bei der Escalada a Montjuïc nochmals den dritten Platz. Nach der Saison beendete er seine aktive Zeit als Radrennfahrer.
Ab 1995 war Belda Manager beim Team Kelme für welches er bis 1988 fuhr. Ab 2007 arbeitete er für das Team Fuerteventura-Canarias, in welchem sein Sohn David in diesem Jahr Profi wurde. 2009 arbeitete für das Team Boyacá es Para Vivirla und beendete danach seine Karriere als Teammanager.

## Doping
Als aktiver Fahrer wurde Belda und die Fahrern Ángel Arroyo, Alberto Fernández und Pedro Muñoz bei der Vuelta a España nach der 17. Etappe von San Fernando de Henares nach Navacerrada positiv auf das verbotene Mittel Ritalin getestet.
Als Manager von Kelme war Belda höchstwahrscheinlich in den Dopingskandal beim Giro d’Italia 2001 involviert, letztendlich aber wurde nur ein Masseur des Teams Kelme angeklagt. Durch die Aussage des ehemaligen Fahrers Jesús Manzano 2004 zu Dopingpraktiken im Team Kelme wurde Ermittlungen zum Dopingskandal Fuentes oder die Operación Puerto initiiert. Der namensgebende Arzt für den Skandal Eufemiano Fuentes war 2004 noch Teamarzt beim Team Kelme. Weil zum damaligen Zeitpunkt des Skandal, solche Dopingpraktiken gegen kein spanisches Recht verstoßen haben, wurden die Fahrer des Teams Kelme und der vermutlich indirekt involvierte Manager Belda freigesprochen.

## Erfolge
1978
- Gesamtwertung und zwei Etappen Kantabrien-Rundfahrt
- eine Etappe Vuelta a España
- Bergwertung Katalonien-Rundfahrt

1979
- Gesamtwertung Katalonien-Rundfahrt
- Gesamtwertung und eine Etappe Valencia-Rundfahrt
- eine Etappe Andalusien-Rundfahrt

1980
- eine Etappe Baskenland-Rundfahrt

1981
- eine Etappe Vuelta a España
- eine Etappe Katalonien-Rundfahrt

1982
- Clásica a los Puertos
- eine Etappe Vuelta a La Rioja
- eine Etappe Giro d’Italia

1983
- Subida al Naranco
- eine Etappe Baskenland-Rundfahrt

1984
- Subida al Naranco
- Subida a Urkiola
- Gesamtwertung und eine Etappe Galicien-Rundfahrt

1985
- Escalada a Montjuïc
- zwei Etappen Vuelta a Colombia

1986
- Escalada a Montjuïc

1987
- Setmana Catalana de Ciclisme

## Grand-Tours-Platzierungen
| Grand Tour            | 1978 | 1979 | 1980 | 1981 | 1982 | 1983 | 1984 | 1985 | 1986 | 1987 | 1988 |
| --------------------- | ---- | ---- | ---- | ---- | ---- | ---- | ---- | ---- | ---- | ---- | ---- |
| Vuelta a EspañaVuelta | 21   | 17   | 10   | 3    | 18   | 9    | 8    | 18   | 30   | 6    | 68   |
| Giro d’ItaliaGiro     | –    | –    | –    | –    | DNF  | –    | –    | –    | –    | –    | –    |
| Tour de FranceTour    | –    | –    | 20   | 38   | –    | –    | –    | –    | –    | –    | 75   |